# Tishomingo (Oklahoma)
Tishomingo is een plaats (city) in de Amerikaanse staat Oklahoma, en valt bestuurlijk gezien onder Johnston County.

## Demografie
Bij de volkstelling in 2000 werd het aantal inwoners vastgesteld op 3162.
In 2006 is het aantal inwoners door het United States Census Bureau geschat op 3238, een stijging van 76 (2.4%).

## Geografie
Volgens het United States Census Bureau beslaat de plaats een oppervlakte van
12,3 km², waarvan 12,2 km² land en 0,1 km² water.

## Plaatsen in de nabije omgeving
De onderstaande figuur toont nabijgelegen plaatsen in een straal van 20 km rond Tishomingo.